# Boli (Burkina Faso)
Pour les articles homonymes, voir Boli.
Boli est une commune rurale située dans le département de Guiaro de la province du Nahouri dans la région du Centre-Sud au Burkina Faso.

## Géographie
Boli est situé à 3 km au nord de Guiaro.

## Santé et éducation
Le centre de soins le plus proche de Boli est le centre de santé et de promotion sociale (CSPS) de Guiaro.